# کوره آجرفشاری هفمان
کوره آجرفشاری هفمان یک روستا در ایران است که در دهستان حومه (گناباد) واقع شده‌است. کوره آجرفشاری هفمان ۴۴ نفر جمعیت دارد.